# Anša
Anša je hinduistický bůh, jeden z Áditjů. Jedná se pravděpodobně o personifikovanou abstrakci a v povédské době neměl větší význam. Jeho jméno znamená „podíl“, což je blízké jménu další Áditje Bhagy „přídělu“. Podle Jana Filipského představuje válečnou kořist a část z obětin náležející bohům a panovníkovi,  Jaan Puhvel jej srovnává s řeckým Aisa „úděl, podíl“, což je jméno jedné z Moir v Homérově díle. Jako Anša, v tomto případě ve významu „zbytek“ je někdy označován také sluneční bůh Súrja v souvislosti s mýtem podle kterého božský řemeslník Višvakarman obrousil sluneční kotouč o jednu osminu aby Súrjova manželka Saňdža mohla snést jeho jas.